# 岡田元保
岡田 元保（おかだ もとやす、生年不詳 - 元亀3年12月22日（1573年1月25日））は、戦国時代の武将。通称五味右衛門 。五味元保とも。岡田元次の弟 。

## 略歴
『明良洪範』によると、元亀元年（1570年）の近江の合戦（元亀争乱）において元保は敵と馬上で組み合い共に落馬した。元保が下になり心許無く思った兄・元次が上の敵を押し伏せ元保に討たせたとされる 。元亀3年（1572年）12月、三方ヶ原の戦いにおいて討死したとされる 。